# Nyíregyháza–Mátészalka–Zajta-vasútvonal
A Nyírséget és a Szatmári-síkság-ot átszelő Nyíregyháza–Mátészalka–Zajta-vasútvonal a MÁV 113-as számú, egyvágányú, nem villamosított 101 km hosszú vasútvonala.

## Története
1886. évi november hó 12-én a 43 540 sz. okirattal herceg Odescalchi Gyula, gróf Tisza István és Mandel Pál engedélyt kaptak a Mátészalka—Nyíregyháza vasútvonal megépítésére. Az 56,9 km hosszú vasútvonal építési költségét 1 385 000 Ft-ban állapították meg, amelyből Mátészalka 10 000 Ft, Nyíregyháza 20 000 Ft hozzájárulást vállalt. Az építkezés többi költségét 3/4 részben az építő vállalkozás, a Szabolcs vármegyei HÉV társaság, 1/4 részben az állam vállalta. A vasútvonal 1887. augusztus 20-án nyílt meg. A MÁV 1929-ben I/b osztályú pályává építette át, ezzel a 3 órás menetidő Mátészalka és Nyíregyháza között felére csökkent. A síkvidéki jellegű vonalszakaszon jelentéktelen mennyiségű földmunkát végeztek, a pálya 22,7 kg/fm tömegű, „l” jelű sínekből épült.
Mátészalka vasútállomása eredetileg a város központjában volt. Az 1900-as évek elejére a Nagykároly-Mátészalka-Csap HÉV tervezésekor nyilvánvalóvá vált ennek hátránya, mivel a vasút innen nem volt tovább építhető, viszont az új vasútvonal észak-dél irányú átmenő forgalmat kívánt meg. Ennek érdekében 1905-ben új vasútállomást építettek a régitől délre, amelyben a nyíregyházi, csapi, nagykárolyi és az 1908-ban megépülő csengeri vonalak csatlakozni tudtak. A régi állomásépületet nem bontották el, így az ma is látható a városban.
A vasútvonal Szatmárnémeti és Fehérgyarmat közötti másik szakaszát, a Szatmár–Fehérgyarmati HÉV társaság építette. A 39 km hosszú, 23,6 kg/fm tömegű, „i” jelű sínekből épült vasútvonalat 1898. augusztus 25-én adták át.
A vasútvonal elsősorban a Szamos és Felső-Tisza vidéke mezőgazdasági áruinak szállítását szolgálta.
A trianoni békeszerződés a Szatmárnémeti és Fehérgyarmat közötti vonalat Zajtánál kettévágta, így az ország területén maradt vonalszakasz teljesen elszakadt a békeszerződés utáni magyar vasúthálózattól. Az 1925 végére elkészült Fehérgyarmat-Kocsord–Mátészalka összekötő szakaszon – amely Kocsord alsó állomásnál csatlakozik a Mátészalka–Csenger-vasútvonalba – csak 1926. január elsején indult meg a közlekedés. Észak-Erdély 1940-es visszatérésével a határátmenet visszaépült, a forgalmat 1940. december 11-én vették fel. A szintén újranyitott csengeri útiránnyal együtt így négy éven keresztül két vasútvonal is összekapcsolta Mátészalkát Szatmárnémetivel. A második világháború után azonban újra felbontották a vasúti kapcsolatokat, amikor Szatmárnémeti visszakerült Romániához.

## Pálya állapota
Az alább látható táblázat, a VPE (Vasúti Pálya kapacitás Elosztó Kft.) kimutatása a menetvonalak kiadásához. Az itt megjelölt távolság a rendes távolság (tiszta) méterre pontosan.
| Kezdőpont   | Végpont    | km/h | Távolság   | Tartam    |
| ----------- | ---------- | ---- | ---------- | --------- |
| Nyíregyháza | Nagykálló  | 60   | 13,544 km  | 13,544 km |
| Nagykálló   | Nyírbátor  | 50   | 37,766 km  | 24,222 km |
| Nyírbátor   | Mátészalka | 80   | 57,178 km  | 19,412 km |
| Mátészalka  | Zajta      | 50   | 100,145 km | 42,967 km |

Alább a vonal tengelyek által történő maximális terhelhetősége látható. Az itt jelölt táv a díjszabási táv.
| Kezdőpont          | Végpont            | Szakasz (km) | Tengelyterhelés (t) |
| ------------------ | ------------------ | ------------ | ------------------- |
| Nyíregyháza        | Nagykálló          | 13,6         | 18,5                |
| Nagykálló          | Nagykálló elágazás | 1,9          | 16                  |
| Nagykálló elágazás | Nyírbátor          | 22,3         | 14                  |
| Nyírbátor          | Mátészalka         | 19,3         | 21                  |
| Mátészalka         | Zajta              | 42,6         | 18,5                |

## Közelmúlt
(Debrecen)-Mátészalka-Fehérgyarmat szakaszon M41 vontatta személyvonatok és Desiro-k járnak. A Fehérgyarmat-Zajta szakaszon Bzmot motorkocsik járnak, kivéve a közvetlen Zajta-Budapest vonatokat, melyeket M41-es mozdony vontat. Fehérgyarmat–Zajta között a személyszállítás 2009. december 13-tól, a 2009/2010. évi menetrendváltással megszűnt, azonban a 2010/2011. évi menetrendváltással 2010. december 12-én újraindult. A 2009-es vonalbezárással tervben volt a Nyíregyháza–Nyírbátor szakasz bezárása is, de ez a vonalszakasz kikerült a végleges listából.